# دليل بن يعقوب
دليل بن يعقوب النصراني هو معماري عراقي من العصر العباسي عاش في القرن التاسع، وينحدر أصله من مدينة الحيرة وكان من النساطرة. نسب له بناء عدة قصور عباسية كما نسب له بناء برج الملوية في سامراء، وألذي تمت المباشرة بإنشائه في سنة 237 هجرية (851-852 ميلادية) في زمن الخليفة المتوكل بالله وانتهى من بنائه في سنة 251 هجرية (865-866 ميلادية). تذكر الكتب الشيعية أن أحد الائمة الإثنى علي الهادي اشترى داره في سامراء من دليل بن يعقوب، وهو المكان الذي دفن فيه والذي يعرف بمرقد الإمامين العسكريين.